# Mosås

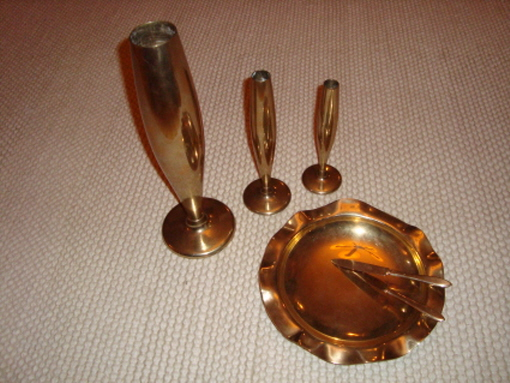
Dirigold

Mosås är kyrkbyn i Mosjö socken och en tidigare tätort i Örebro kommun, söder om Örebro och norr om Kumla. Orten förlorade 2010 sin status som tätort då den växt ihop med och blivit en del av tätorten Örebro.
Mosås ligger mitt på Närkesslätten, som till stora delar består av åkermark. Väster om orten ligger Mosjö golfklubb och längre bort går motorvägen E20. Samhället och Mosjö kyrka från 1100-talet är belägna på den rullstensås som löper norrut från Hallsberg genom Kumla och Örebro och som följs både av gamla landsvägen (tidigare europaväg) och järnvägen Godsstråket genom Bergslagen. Nordväst om Mosås ligger Mariebergs köpcentrum.

## Ortnamnet
Kyrkan och socknen har sitt namn av Mosjön, över vilken åsen höjde sig, men som torrlades i ett sjösänkningsprojekt på 1800-talet. Den resulterande åkermarken, som idag genomskärs av motorvägen, är mycket bördig och avvattnas genom Kvismare kanal till Hjälmaren. Som en tvilling till den forna sjön finns en torvmosse i söder på gränsen till Kumla kommun.
Ortnamnet Mosjö, (De) Mossas 1314, kommer av *Mossæ-as (Mosjö ås). Detta namn kommer av kyrkbyn, Mosås (paa Moses as 1452), eftersom kyrkan ligger på en ås.
Människor som inte är från trakten tar ofta fel på vilken ordaccent Mosås har. Det korrekta uttalet liknar närmast det för Borås.

## Befolkningsutveckling
| Befolkningsutvecklingen i Mosås 1960–2005 | Befolkningsutvecklingen i Mosås 1960–2005 | Befolkningsutvecklingen i Mosås 1960–2005 | Befolkningsutvecklingen i Mosås 1960–2005 | Befolkningsutvecklingen i Mosås 1960–2005 |
| ----------------------------------------- | ----------------------------------------- | ----------------------------------------- | ----------------------------------------- | ----------------------------------------- |
|                                           |                                           |                                           |                                           |                                           |
| År                                        |                                           |                                           | Folkmängd                                 | Areal (ha)                                |
| 1960                                      | 1960                                      |                                           | 612                                       |                                           |
| 1965                                      | 1965                                      |                                           | 678                                       |                                           |
| 1970                                      | 1970                                      |                                           | 767                                       |                                           |
| 1975                                      | 1975                                      |                                           | 771                                       |                                           |
| 1980                                      | 1980                                      |                                           | 741                                       |                                           |
| 1990                                      | 1990                                      |                                           | 779                                       | 200                                       |
| 1995                                      | 1995                                      |                                           | 841                                       | 221                                       |
| 2000                                      | 2000                                      |                                           | 868                                       | 223                                       |
| 2005                                      | 2005                                      |                                           | 899                                       | 270                                       |
| Anm.: Sammanvuxen med Örebro 2010.        |                                           |                                           |                                           |                                           |

## Kommunikationer
Mosås genomkorsas av länsväg 690, Kumlavägen, som går mellan Örebro och Kumla och har hastighetsbegränsning till 50 km/h genom samhället. E20 går förbi Mosås en bit väster om tätorten, men det finns ingen trafikplats vid Mosås. Den närmsta trafikplatsen norr om Mosås ligger vid Mariebergs köpcentrum och den närmaste söder om Mosås ligger vid Kumla.
Mosås ligger längs järnvägen Örebro-Hallsberg, men järnvägsstationen i Mosås är sedan länge nedlagd.

## Näringsliv
Den mest kända industrin i Mosås genom tiderna har varit AB Alcometaller, numera AlcoPropeller AB. Sedan 1926 har det tillverkats propellrar och turbinblad av alcobrons. Mellan 1926 och 1939 tillverkades även dirigold som användes till bordsbestick, husgerådssaker och prydnadsföremål.